# Dubovec
Dubovec és un poble i municipi d'Eslovàquia. Es troba a la regió de Banská Bystrica.

## Història
La primera menció escrita de la vila es remunta al 1260.

## Demografia
| Godina             | 1994 | 2004    | 2014   | 2024   |
| ------------------ | ---- | ------- | ------ | ------ |
| Nombre de persones | 463  | 546     | 551    | 517    |
| Diferència         |      | +17,92% | +0,91% | −6,17% |

| Godina             | 2023 | 2024   |
| ------------------ | ---- | ------ |
| Nombre de persones | 497  | 517    |
| Diferència         |      | +4,02% |